# Richard Conn
Richard Conn (9 de janeiro de 1951 (74 anos))é um ex-jogador profissional de futebol americano estadunidense.

## Carreira
Richard Conn foi campeão da temporada de 1974 da National Football League jogando pelo Pittsburgh Steelers.